# Selección de fútbol de Mauricio
La selección de fútbol de Mauricio es el equipo representativo del país en las competiciones oficiales. Pertenece a la CAF y a la FIFA.
Es una selección con poca historia en África, su mayor logro internacional lo logró clasificando a la Copa Africana de Naciones de 1974, donde fue eliminada en primera fase.

## Estadísticas

### Copa Mundial de Fútbol
| Copa Mundial de Fútbol | Copa Mundial de Fútbol  | Copa Mundial de Fútbol  | Copa Mundial de Fútbol  | Copa Mundial de Fútbol  | Copa Mundial de Fútbol  | Copa Mundial de Fútbol  | Copa Mundial de Fútbol  |
| Año                    | Ronda                   | J                       | G                       | E                       | P                       | GF                      | GC                      |
| ---------------------- | ----------------------- | ----------------------- | ----------------------- | ----------------------- | ----------------------- | ----------------------- | ----------------------- |
| 1930 - 1954            | No existía la selección | No existía la selección | No existía la selección | No existía la selección | No existía la selección | No existía la selección | No existía la selección |
| 1958 - 1970            | No participó            | No participó            | No participó            | No participó            | No participó            | No participó            | No participó            |
| 1974                   | No clasificó            | No clasificó            | No clasificó            | No clasificó            | No clasificó            | No clasificó            | No clasificó            |
| 1978                   | No participó            | No participó            | No participó            | No participó            | No participó            | No participó            | No participó            |
| 1982                   | No participó            | No participó            | No participó            | No participó            | No participó            | No participó            | No participó            |
| 1986                   | No clasificó            | No clasificó            | No clasificó            | No clasificó            | No clasificó            | No clasificó            | No clasificó            |
| 1990                   | Suspendido              | Suspendido              | Suspendido              | Suspendido              | Suspendido              | Suspendido              | Suspendido              |
| 1994                   | No participó            | No participó            | No participó            | No participó            | No participó            | No participó            | No participó            |
| 1998                   | No clasificó            | No clasificó            | No clasificó            | No clasificó            | No clasificó            | No clasificó            | No clasificó            |
| 2002                   | No clasificó            | No clasificó            | No clasificó            | No clasificó            | No clasificó            | No clasificó            | No clasificó            |
| 2006                   | No clasificó            | No clasificó            | No clasificó            | No clasificó            | No clasificó            | No clasificó            | No clasificó            |
| 2010                   | No clasificó            | No clasificó            | No clasificó            | No clasificó            | No clasificó            | No clasificó            | No clasificó            |
| 2014                   | Se retiró               | Se retiró               | Se retiró               | Se retiró               | Se retiró               | Se retiró               | Se retiró               |
| 2018                   | No clasificó            | No clasificó            | No clasificó            | No clasificó            | No clasificó            | No clasificó            | No clasificó            |
| 2022                   | No clasificó            | No clasificó            | No clasificó            | No clasificó            | No clasificó            | No clasificó            | No clasificó            |
| 2026                   | Por disputarse          | Por disputarse          | Por disputarse          | Por disputarse          | Por disputarse          | Por disputarse          | Por disputarse          |
| 2030                   | Por disputarse          | Por disputarse          | Por disputarse          | Por disputarse          | Por disputarse          | Por disputarse          | Por disputarse          |
| 2034                   | Por disputarse          | Por disputarse          | Por disputarse          | Por disputarse          | Por disputarse          | Por disputarse          | Por disputarse          |
| Total                  | 0/22                    | -                       | -                       | -                       | -                       | -                       | -                       |

### Copa Africana de Naciones
| Copa Africana de Naciones | Copa Africana de Naciones | Copa Africana de Naciones | Copa Africana de Naciones | Copa Africana de Naciones | Copa Africana de Naciones | Copa Africana de Naciones | Copa Africana de Naciones |
| Año                       | Ronda                     | J                         | G                         | E                         | P                         | GF                        | GC                        |
| ------------------------- | ------------------------- | ------------------------- | ------------------------- | ------------------------- | ------------------------- | ------------------------- | ------------------------- |
| 1957 - 1972               | No participó              | No participó              | No participó              | No participó              | No participó              | No participó              | No participó              |
| 1974                      | Fase de grupos            | 3                         | 0                         | 0                         | 3                         | 2                         | 8                         |
| 1976                      | No clasificó              | No clasificó              | No clasificó              | No clasificó              | No clasificó              | No clasificó              | No clasificó              |
| 1978                      | No clasificó              | No clasificó              | No clasificó              | No clasificó              | No clasificó              | No clasificó              | No clasificó              |
| 1980                      | No clasificó              | No clasificó              | No clasificó              | No clasificó              | No clasificó              | No clasificó              | No clasificó              |
| 1982                      | No clasificó              | No clasificó              | No clasificó              | No clasificó              | No clasificó              | No clasificó              | No clasificó              |
| 1984                      | No clasificó              | No clasificó              | No clasificó              | No clasificó              | No clasificó              | No clasificó              | No clasificó              |
| 1986                      | No clasificó              | No clasificó              | No clasificó              | No clasificó              | No clasificó              | No clasificó              | No clasificó              |
| 1988                      | Se retiró                 | Se retiró                 | Se retiró                 | Se retiró                 | Se retiró                 | Se retiró                 | Se retiró                 |
| 1990                      | No clasificó              | No clasificó              | No clasificó              | No clasificó              | No clasificó              | No clasificó              | No clasificó              |
| 1992                      | No clasificó              | No clasificó              | No clasificó              | No clasificó              | No clasificó              | No clasificó              | No clasificó              |
| 1994                      | No clasificó              | No clasificó              | No clasificó              | No clasificó              | No clasificó              | No clasificó              | No clasificó              |
| 1996                      | No clasificó              | No clasificó              | No clasificó              | No clasificó              | No clasificó              | No clasificó              | No clasificó              |
| 1998                      | No clasificó              | No clasificó              | No clasificó              | No clasificó              | No clasificó              | No clasificó              | No clasificó              |
| 2000                      | No clasificó              | No clasificó              | No clasificó              | No clasificó              | No clasificó              | No clasificó              | No clasificó              |
| 2002                      | No clasificó              | No clasificó              | No clasificó              | No clasificó              | No clasificó              | No clasificó              | No clasificó              |
| 2004                      | No clasificó              | No clasificó              | No clasificó              | No clasificó              | No clasificó              | No clasificó              | No clasificó              |
| 2006                      | No clasificó              | No clasificó              | No clasificó              | No clasificó              | No clasificó              | No clasificó              | No clasificó              |
| 2008                      | No clasificó              | No clasificó              | No clasificó              | No clasificó              | No clasificó              | No clasificó              | No clasificó              |
| 2010                      | No clasificó              | No clasificó              | No clasificó              | No clasificó              | No clasificó              | No clasificó              | No clasificó              |
| 2012                      | No clasificó              | No clasificó              | No clasificó              | No clasificó              | No clasificó              | No clasificó              | No clasificó              |
| 2013                      | No participó              | No participó              | No participó              | No participó              | No participó              | No participó              | No participó              |
| 2015                      | No clasificó              | No clasificó              | No clasificó              | No clasificó              | No clasificó              | No clasificó              | No clasificó              |
| 2017                      | No clasificó              | No clasificó              | No clasificó              | No clasificó              | No clasificó              | No clasificó              | No clasificó              |
| 2019                      | No clasificó              | No clasificó              | No clasificó              | No clasificó              | No clasificó              | No clasificó              | No clasificó              |
| 2021                      | No clasificó              | No clasificó              | No clasificó              | No clasificó              | No clasificó              | No clasificó              | No clasificó              |
| 2023                      | No clasificó              | No clasificó              | No clasificó              | No clasificó              | No clasificó              | No clasificó              | No clasificó              |
| 2025                      | No clasificó              | No clasificó              | No clasificó              | No clasificó              | No clasificó              | No clasificó              | No clasificó              |
| 2027                      | Por definir               | Por definir               | Por definir               | Por definir               | Por definir               | Por definir               | Por definir               |
| Total                     | 1/35                      | 3                         | 0                         | 0                         | 3                         | 2                         | 8                         |

## Selección Local

### Campeonato Africano de Naciones
| Campeonato Africano de Naciones | Campeonato Africano de Naciones | Campeonato Africano de Naciones | Campeonato Africano de Naciones | Campeonato Africano de Naciones | Campeonato Africano de Naciones | Campeonato Africano de Naciones | Campeonato Africano de Naciones |
| Año                             | Ronda                           | J                               | G                               | E                               | P                               | GF                              | GC                              |
| ------------------------------- | ------------------------------- | ------------------------------- | ------------------------------- | ------------------------------- | ------------------------------- | ------------------------------- | ------------------------------- |
| 2009                            | Se retiró                       | Se retiró                       | Se retiró                       | Se retiró                       | Se retiró                       | Se retiró                       | Se retiró                       |
| 2011                            | No participó                    | No participó                    | No participó                    | No participó                    | No participó                    | No participó                    | No participó                    |
| 2014                            | No clasificó                    | No clasificó                    | No clasificó                    | No clasificó                    | No clasificó                    | No clasificó                    | No clasificó                    |
| 2016                            | No clasificó                    | No clasificó                    | No clasificó                    | No clasificó                    | No clasificó                    | No clasificó                    | No clasificó                    |
| 2018                            | No clasificó                    | No clasificó                    | No clasificó                    | No clasificó                    | No clasificó                    | No clasificó                    | No clasificó                    |
| 2021                            | No clasificó                    | No clasificó                    | No clasificó                    | No clasificó                    | No clasificó                    | No clasificó                    | No clasificó                    |
| 2023                            | No clasificó                    | No clasificó                    | No clasificó                    | No clasificó                    | No clasificó                    | No clasificó                    | No clasificó                    |
| 2025                            | No participó                    | No participó                    | No participó                    | No participó                    | No participó                    | No participó                    | No participó                    |
| Total                           | 0/8                             | -                               | -                               | -                               | -                               | -                               | -                               |

### Copa COSAFA
| Copa COSAFA | Copa COSAFA      | Copa COSAFA  | Copa COSAFA  | Copa COSAFA  | Copa COSAFA  | Copa COSAFA  | Copa COSAFA  |
| Año         | Ronda            | J            | G            | E            | P            | GF           | GC           |
| ----------- | ---------------- | ------------ | ------------ | ------------ | ------------ | ------------ | ------------ |
| 1997 - 1999 | No participó     | No participó | No participó | No participó | No participó | No participó | No participó |
| 2000        | Primera ronda    | 1            | 0            | 0            | 1            | 0            | 3            |
| 2001        | Cuartos de final | 2            | 1            | 0            | 1            | 1            | 1            |
| 2002        | Primera ronda    | 1            | 0            | 0            | 1            | 2            | 3            |
| 2003        | Primera ronda    | 1            | 0            | 0            | 1            | 1            | 2            |
| 2004        | Cuartos de final | 2            | 1            | 0            | 1            | 3            | 3            |
| 2005        | Fase de grupos   | 2            | 1            | 0            | 1            | 2            | 1            |
| 2006        | Fase de grupos   | 2            | 0            | 1            | 1            | 1            | 5            |
| 2007        | Fase de grupos   | 2            | 0            | 1            | 1            | 0            | 2            |
| 2008        | Fase de grupos   | 3            | 0            | 1            | 2            | 2            | 10           |
| 2009        | Fase de grupos   | 2            | 0            | 0            | 2            | 0            | 4            |
| 2010        | Cancelado        | Cancelado    | Cancelado    | Cancelado    | Cancelado    | Cancelado    | Cancelado    |
| 2013        | Fase de grupos   | 2            | 1            | 0            | 1            | 5            | 2            |
| 2015        | Fase de grupos   | 3            | 1            | 0            | 2            | 1            | 4            |
| 2016        | Fase de grupos   | 3            | 1            | 0            | 2            | 2            | 4            |
| 2017        | Fase de grupos   | 3            | 0            | 2            | 1            | 1            | 2            |
| 2018        | Fase de grupos   | 3            | 1            | 0            | 2            | 1            | 7            |
| 2019        | Fase de grupos   | 2            | 0            | 1            | 1            | 3            | 4            |
| 2020        | Cancelado        | Cancelado    | Cancelado    | Cancelado    | Cancelado    | Cancelado    | Cancelado    |
| 2021        | No participó     | No participó | No participó | No participó | No participó | No participó | No participó |
| 2022        | Fase de grupos   | 3            | 0            | 0            | 3            | 1            | 7            |
| 2023        | Fase de grupos   | 3            | 1            | 0            | 2            | 1            | 3            |
| 2024        | No participó     | No participó | No participó | No participó | No participó | No participó | No participó |
| 2025        | Fase de grupos   | 3            | 0            | 3            | 0            | 0            | 0            |
| Total       | 19/24            | 43           | 8            | 9            | 26           | 27           | 67           |

## Últimos partidos y próximos encuentros
Actualizado al último partido jugado el 10 de junio de 2025
| Fecha      | Ciudad       | Local       | Resultado | Visitante   | Competición                      |
| ---------- | ------------ | ----------- | --------- | ----------- | -------------------------------- |
| 17-11-2023 | Duala        | Camerún     | 3:0       | Mauricio    | Clasificación Copa Mundial 2026  |
| 21-11-2023 | Port Louis   | Mauricio    | 0:0       | Angola      | Clasificación Copa Mundial 2026  |
| 22-03-2024 | Yaundé       | Chad        | 1:0       | Mauricio    | Clasificación Copa Africana 2025 |
| 26-03-2024 | Port Louis   | Mauricio    | 1:2       | Chad        | Clasificación Copa Africana 2025 |
| 06-06-2024 | Bengasi      | Libia       | 2:1       | Mauricio    | Clasificación Copa Mundial 2026  |
| 11-06-2024 | Port Louis   | Mauricio    | 2:1       | Suazilandia | Clasificación Copa Mundial 2026  |
| 03-09-2024 | Hyderabad    | India       | 0:0       | Mauricio    | Partido amistoso                 |
| 06-09-2024 | Hyderabad    | Siria       | 2:0       | Mauricio    | Partido amistoso                 |
| 19-11-2024 | Mong Kok     | Hong Kong   | 1:0       | Mauricio    | Partido amistoso                 |
| 20-03-2025 | Praia        | Cabo Verde  | 1:0       | Mauricio    | Clasificación Copa Mundial 2026  |
| 23-03-2025 | Nelspruit    | Suazilandia | 3:3       | Mauricio    | Clasificación Copa Mundial 2026  |
| 04-06-2025 | Bloemfontein | Zimbabue    | 0:0       | Mauricio    | Copa COSAFA 2025                 |
| 07-06-2025 | Bloemfontein | Mozambique  | 0:0       | Mauricio    | Copa COSAFA 2025                 |
| 10-06-2025 | Bloemfontein | Sudáfrica   | 0:0       | Mauricio    | Copa COSAFA 2025                 |

## Palmarés
- Juegos del Océano Índico (2): 1985, 2003
- Torneos amistosos:
  - Triangulaire (10): 1947, 1948, 1949, 1950, 1951, 1952, 1953, 1955, 1956, 1957

## Récord ante otras selecciones
Actualizado al 10 de junio de 2025.
| Rival                  | J   | G  | E  | P   | GF  | GC  | GD   |
| ---------------------- | --- | -- | -- | --- | --- | --- | ---- |
| Angola                 | 9   | 2  | 2  | 5   | 5   | 11  | −6   |
| Burundi                | 1   | 0  | 1  | 0   | 2   | 2   | 0    |
| Botsuana               | 3   | 1  | 1  | 1   | 1   | 6   | −5   |
| Camerún                | 5   | 0  | 0  | 5   | 1   | 19  | −18  |
| Cabo Verde             | 3   | 0  | 0  | 3   | 1   | 5   | −4   |
| Catar                  | 1   | 0  | 0  | 1   | 0   | 3   | −3   |
| Chad                   | 2   | 0  | 0  | 2   | 1   | 3   | −2   |
| Comoras                | 10  | 7  | 1  | 2   | 23  | 5   | +18  |
| Congo                  | 3   | 0  | 1  | 2   | 1   | 4   | −3   |
| Costa de Marfil        | 1   | 0  | 0  | 1   | 0   | 3   | −3   |
| Egipto                 | 5   | 0  | 0  | 5   | 2   | 18  | −16  |
| Etiopía                | 4   | 1  | 0  | 3   | 3   | 5   | −2   |
| Fiyi                   | 1   | 0  | 0  | 1   | 0   | 1   | −1   |
| Gabón                  | 4   | 0  | 1  | 3   | 2   | 10  | −8   |
| Guinea                 | 1   | 0  | 0  | 1   | 1   | 2   | −1   |
| Guinea Ecuatorial      | 1   | 0  | 0  | 1   | 1   | 3   | −2   |
| Guadalupe              | 2   | 1  | 1  | 0   | 3   | 2   | +1   |
| Hong Kong              | 2   | 0  | 0  | 2   | 3   | 5   | −2   |
| India                  | 2   | 0  | 1  | 1   | 1   | 2   | −1   |
| Indonesia              | 1   | 0  | 0  | 1   | 0   | 1   | −1   |
| Kenia                  | 6   | 1  | 2  | 3   | 6   | 9   | −3   |
| Lesoto                 | 16  | 5  | 3  | 8   | 23  | 27  | −4   |
| Liberia                | 2   | 0  | 0  | 2   | 0   | 6   | −6   |
| Libia                  | 1   | 0  | 0  | 1   | 1   | 2   | −1   |
| Macao                  | 1   | 1  | 0  | 0   | 1   | 0   | +1   |
| Madagascar             | 38  | 15 | 8  | 15  | 74  | 53  | +21  |
| Malaui                 | 13  | 2  | 3  | 8   | 9   | 20  | −11  |
| Maldivas               | 1   | 0  | 1  | 0   | 1   | 1   | 0    |
| Mongolia               | 1   | 1  | 0  | 0   | 2   | 0   | +2   |
| Mauritania             | 2   | 0  | 0  | 2   | 0   | 3   | −3   |
| Mayotte                | 4   | 0  | 2  | 2   | 1   | 4   | −3   |
| Mozambique             | 11  | 1  | 2  | 8   | 2   | 14  | −12  |
| Namibia                | 3   | 2  | 0  | 1   | 4   | 3   | +1   |
| Nepal                  | 2   | 0  | 0  | 2   | 0   | 2   | −2   |
| Nueva Caledonia        | 1   | 1  | 0  | 0   | 3   | 1   | +2   |
| Pakistán               | 1   | 1  | 0  | 0   | 3   | 0   | +3   |
| Rep. Dem. del Congo    | 5   | 0  | 0  | 5   | 3   | 16  | −13  |
| Ruanda                 | 2   | 1  | 0  | 1   | 1   | 5   | −4   |
| Reunión                | 36  | 19 | 10 | 7   | 102 | 40  | +62  |
| Senegal                | 2   | 0  | 0  | 2   | 0   | 9   | −9   |
| Seychelles             | 29  | 15 | 7  | 7   | 45  | 31  | +14  |
| Sudáfrica              | 13  | 1  | 4  | 8   | 5   | 19  | −14  |
| San Cristóbal y Nieves | 1   | 0  | 1  | 0   | 1   | 1   | 0    |
| Sudán                  | 2   | 0  | 0  | 2   | 1   | 5   | −4   |
| Singapur               | 1   | 0  | 1  | 0   | 1   | 1   | 0    |
| Siria                  | 1   | 0  | 0  | 1   | 0   | 2   | −2   |
| Suazilandia            | 8   | 4  | 3  | 1   | 9   | 10  | −1   |
| Santo Tomé y Príncipe  | 4   | 0  | 1  | 3   | 5   | 9   | −4   |
| Tanzania               | 12  | 3  | 4  | 5   | 13  | 22  | −9   |
| Togo                   | 2   | 0  | 1  | 1   | 1   | 7   | −6   |
| Túnez                  | 2   | 0  | 1  | 1   | 0   | 2   | −2   |
| Uganda                 | 5   | 1  | 1  | 3   | 5   | 13  | −8   |
| Yibuti                 | 2   | 0  | 0  | 2   | 1   | 6   | −5   |
| Zambia                 | 9   | 0  | 2  | 7   | 6   | 28  | −22  |
| Zimbabue               | 16  | 5  | 2  | 9   | 15  | 30  | −15  |
| Total                  | 316 | 91 | 68 | 157 | 395 | 511 | −116 |

## Entrenadores
| Periodo   | Nombre                                              |
| --------- | --------------------------------------------------- |
| 1974-75   | Danny McLennan                                      |
| 1985-86   | Helmut Kosmehl                                      |
| 1986      | Danny McLennan                                      |
| 1989      | Hervé Revelli                                       |
| 1989-93   | François Blaquart                                   |
| 1991-93   | Rudi Gutendorf                                      |
| 1994-96   | Jean-Michel Bénézet                                 |
| 1996      | Philippe Goubet                                     |
| 1996      | Akbar Patel - Govind Thondoo - Sarjoo Gowreesungkur |
| 1996-98   | Ashok Chundunsing                                   |
| 1999-2001 | Jean-Marc Nobilo                                    |
| 1999-02   | Rajen Dorasami - France L'Aiguille                  |
| 2002-03   | Patrick Parizon                                     |
| 2003      | Akbar Patel - Saoud Lallmahomed                     |
| 2003-05   | Elvis Antoine - Rajesh Gunesh                       |
| 2005      | Rajesh Gunesh                                       |
| 2006      | Rajen Dorasami - France L'Aiguille                  |
| 2006-07   | Sarjoo Gowreesunkur                                 |
| 2007      | Akbar Patel (Segunda vez)                           |
| 2007-08   | Ashok Chundunsing                                   |
| 2008-09   | Benjamin Théodore                                   |
| 2009      | Marc Collat                                         |
| 2009-14   | Akbar Patel (Tercera vez)                           |
| 2015      | Didier Six                                          |
| 2015-16   | Alain Happe                                         |
| 2016-17   | Joe Tshupula                                        |
| 2017-18   | Francisco Filho                                     |
| 2018-19   | Akbar Patel (Cuarta vez)                            |
| 2020-21   | Boualem Mankour                                     |
| 2021-2023 | Tony Francois                                       |
| 2023-2024 | Fidy Rasoanaivo                                     |
| 2024-     | Guillaume Moullec                                   |

## Estadísticas de jugadores

### Más participaciones
| #  | Jugador              | Periodo   | Partidos | Goles |
| -- | -------------------- | --------- | -------- | ----- |
| 1  | Jimmy Cundasamy      | 1998–     | 53       | 2     |
| 2  | Henri Spéville       | 1996–2007 | 39       | 0     |
| 3  | Stéphan L'Enflé      | 2003–     | 35       | 0     |
| 4  | Jerry Louis          | 2001–     | 35       | 4     |
| 5  | Cyril Mourgine       | 2001–2007 | 33       | 3     |
| 6  | Jean Gilbert Bayaram | 1996–2008 | 31       | 1     |
| 7  | Kervin Godon         | 2002–     | 31       | 2     |
| 8  | Guillano Édouard     | 1999-     | 27       | 0     |
| 9  | Kersley Appou        | 1999–2007 | 24       | 10    |
| 10 | Christopher Perle    | 2000–2008 | 21       | 6     |
| 10 | Ricardo Naboth       | 2001-     | 21       | 3     |

### Más Goles
| #  | Nombre             | Periodo   | Goles | Goles por Juego | Partidos |
| -- | ------------------ | --------- | ----- | --------------- | -------- |
| 1  | Jimmy Cundasamy    | 1999–2007 | 10    | 0.42            | 24       |
| 2  | Christopher Perle  | 2000–2008 | 6     | 0.29            | 21       |
| 3  | Fabrice Pithia     | 2008–     | 4     | 0.15            | 27       |
| 4  | Jerry Louis        | 2001–     | 4     | 0.11            | 35       |
| 5  | Wesley Marquette   | 2006–     | 3     | 0.27            | 11       |
| 6  | Ricardo Naboth     | 2001–2008 | 3     | 0.14            | 21       |
| 7  | Cyril Mourgine     | 2001–2007 | 3     | 0.09            | 33       |
| 8  | Thierry Collet     | 2005–     | 2     | 0.40            | 5        |
| 9  | Jonathan Bru       | 2010–     | 2     | 0.18            | 11       |
| 10 | Jean-Sebastien Bax | 1994–2006 | 2     | 0.13            | 16       |

## Jugadores

### Última convocatoria
| No. | Pos. | Jugador            | Fecha de nacimiento (edad)         | Apa. | Goles | Club                  |
| --- | ---- | ------------------ | ---------------------------------- | ---- | ----- | --------------------- |
|     | POR  | Kevin Jean-Louis   | 27 de junio de 1989 (35 años)      | 52   | 0     | Pamplemousses         |
|     | POR  | Xavier Darbon      | 7 de noviembre de 2003 (21 años)   | 0    | 0     | Sin equipo            |
|     | DEF  | Marco Dorza        | 8 de octubre de 1988 (36 años)     | 44   | 2     | Cercle de Joachim SC  |
|     | DEF  | Damien Balisson    | 28 de octubre de 1996 (28 años)    | 32   | 1     | Cercle de Joachim SC  |
|     | DEF  | Emmanuel Vincent   | 27 de agosto de 1997 (27 años)     | 32   | 1     | Pamplemousses         |
|     | DEF  | Lindsay Rose       | 8 de febrero de 1992 (33 años)     | 7    | 0     | Legia Warsaw          |
|     | DEF  | Fernando Jackson   | 11 de marzo de 1999 (26 años)      | 5    | 0     | Cercle de Joachim SC  |
|     | DEF  | Dylan Collard      | 16 de abril de 2000 (25 años)      | 2    | 1     | Marítimo B            |
|     | MED  | Kévin Perticots    | 1 de mayo de 1996 (29 años)        | 43   | 6     | Pamplemousses         |
|     | MED  | Adel Langue        | 17 de septiembre de 1997 (27 años) | 29   | 0     | CA Vitry-sur-Seine    |
|     | MED  | Kevin Bru          | 12 de diciembre de 1988 (36 años)  | 21   | 2     | Versailles 78         |
|     | MED  | Adrien François    | 26 de agosto de 1999 (25 años)     | 18   | 4     | GRSE Wanderers        |
|     | MED  | Hans Patate        | 9 de septiembre de 1998 (26 años)  | 14   | 0     | GRSE Wanderers        |
|     | MED  | Yannick Aristide   | 15 de marzo de 2001 (24 años)      | 6    | 1     | Cercle de Joachim     |
|     | MED  | David Aristide     | 1 de febrero de 2002 (23 años)     | 5    | 0     | GRSE Wanderers        |
|     | MED  | Nilesh Rasdarising | 8 de febrero de 1994 (31 años)     | 3    | 0     | AS Rivière du Rempart |
|     | MED  | Wilson Moutou      | 8 de abril de 2002 (23 años)       | 2    | 0     | CTN MFA               |
|     | MED  | Pascal Colin       | 7 de abril de 1996 (29 años)       | 1    | 0     | Curepipe Starlight SC |
|     | MED  | Jordan François    | 5 de mayo de 2002 (23 años)        | 0    | 0     | Lusitano              |
|     | DEL  | Andy Sophie        | 26 de junio de 1987 (37 años)      | 57   | 11    | GRSE Wanderers        |
|     | DEL  | Ashley Nazira      | 11 de noviembre de 1995 (29 años)  | 18   | 8     | Saint-Pauloise FC     |
|     | DEL  | Jeremie Villeneuve | 25 de abril de 1994 (31 años)      | 14   | 0     | Andrézieux-Bouthéon   |